# São Gregório e Santa Justa
São Gregório e Santa Justa (llamada oficialmente União das Freguesias de São Gregório e Santa Justa) es una freguesia portuguesa del municipio de Arraiolos, distrito de Évora.

## Historia
Fue creada el 28 de enero de 2013 en aplicación de una resolución de la Asamblea de la República de Portugal promulgada el 16 de enero de 2013 con la unión de las freguesias de Santa Justa y São Gregório, pasando su sede a estar situada en la antigua freguesia de São Gregório.

## Demografía
| Gráfica de evolución demográfica de São Gregório e Santa Justa entre 2011 y 2021 |
|                                                                                  |
| Datos según el nomenclátor publicado por el INE portugués.                       |